# Богомил Петков
Богомил Иванов Петков е български икономист и политик от „Продължаваме промяната“. Народен представител в XLVII народно събрание.

## Биография
Богомил Петков е роден на 4 октомври 1966 г. в град Севлиево, Народна република България. Средното си образование завършва в Природоматематическа гимназия „Акад. Иван Гюзелев“ в Габрово със специалност „Електроника“. Завършва Стопанска академия „Д. А. Ценов“ в Свищов със специалност „Социално-икономическа информация“ и втора специалност „Морал и право“.
Създава и управлява фирма, която се занимава с производство на плетен трикотаж, както и основава фирма за производство на бетонови изделия.
На местните избори през 2019 г. се кандидатира за кмет на община Севлиево, издигнат от инициативен комитет (подкрепен от БСП, АБВ, Воля, Движение 21, и Партия на зелените). На първи тур получава 3084 гласа (21,57%) и отива на балотаж срещу настоящия кмет Иван Иванов, кандидат на ГЕРБ. На втори тур получава 4745 гласа (39,99%).
На парламентарните избори през ноември 2021 г. като кандидат за народен представител е 2-ри в листата на „Продължаваме промяната“ за 7 МИР Габрово, но не е избран. През декември 2021 г. става народен представител, като заема мястото на Яна Балникова, която решава да стане съветник по регионалните въпроси в политическия кабинет на Кирил Петков.